# 张寨镇 (阜南县)
张寨镇，是中华人民共和国安徽省阜阳市阜南县下辖的一个乡镇级行政单位。

## 行政区划
张寨镇下辖以下地区：
贾岗村、田楼村、张寨村、魏桥村、杨圩村、华陀村、曹集村、新集村、杨庄村、贾楼村、韩庄村和朱寺村。